# Yapp Hung Fai
Yapp Hung-Fai (in cinese: 葉鴻輝, pronuncia cinese cantonese: [jìːp̚.hȍŋ.fɐ́i]; Hong Kong, 21 marzo 1990) è un calciatore hongkonghese, portiere dell'Eastern e della nazionale hongkonghese, della quale è capitano.

## Statistiche

### Cronologia presenze e reti in nazionale
| Cronologia completa delle presenze e delle reti in nazionale ― Hong Kong | Cronologia completa delle presenze e delle reti in nazionale ― Hong Kong | Cronologia completa delle presenze e delle reti in nazionale ― Hong Kong | Cronologia completa delle presenze e delle reti in nazionale ― Hong Kong | Cronologia completa delle presenze e delle reti in nazionale ― Hong Kong | Cronologia completa delle presenze e delle reti in nazionale ― Hong Kong | Cronologia completa delle presenze e delle reti in nazionale ― Hong Kong | Cronologia completa delle presenze e delle reti in nazionale ― Hong Kong |
| Data                                                                     | Città                                                                    | In casa                                                                  | Risultato                                                                | Ospiti                                                                   | Competizione                                                             | Reti                                                                     | Note                                                                     |
| ------------------------------------------------------------------------ | ------------------------------------------------------------------------ | ------------------------------------------------------------------------ | ------------------------------------------------------------------------ | ------------------------------------------------------------------------ | ------------------------------------------------------------------------ | ------------------------------------------------------------------------ | ------------------------------------------------------------------------ |
| 19-11-2019                                                               | Hong Kong                                                                | Hong Kong                                                                | 2 – 0                                                                    | Cambogia                                                                 | Qual. Mondiali 2022                                                      | -                                                                        |                                                                          |
| 14-6-2022                                                                | Calcutta                                                                 | India                                                                    | 4 – 0                                                                    | Hong Kong                                                                | Qual. Coppa d'Asia 2023                                                  | -4                                                                       |                                                                          |
| 10-6-2025                                                                | Hong Kong                                                                | Hong Kong                                                                | 1 – 0                                                                    | India                                                                    | Qual. Coppa d'Asia 2027                                                  | -                                                                        | cap.                                                                     |
| Totale                                                                   |                                                                          | Presenze                                                                 | 3                                                                        |                                                                          | Reti                                                                     | -4                                                                       |                                                                          |

## Palmarès

### Club

#### Competizioni nazionali
- Hong Kong Football Association Cup: 3

Sun Pegasus: 2009-2010
South China: 2010-2011
Eastern: 2024-2025
- Coppa di Lega di Hong Kong: 1

South China: 2010-2011
- Campionato di calcio di Hong Kong: 1

South China: 2012-2013
- Hong Kong Senior Challenge Shield: 3

South China: 2013-2014
Eastern: 2014-2015, 2015-2016
- Hong Kong Premier League: 1

Eastern: 2015-2016

### Nazionale
- Giochi dell'Asia orientale: 1

2009
- Long Temp Cup: 2

2010, 2011
- Guangdong–Hong Kong Cup: 2

2012, 2013

### Individuale
- Miglior portiere dei Giochi dell'Asia orientale: 1

2009
- Hong Kong First Division Team of the Year: 4

2010, 2011, 2012, 2013
- Hong Kong Best Youth Player: 2

2010, 2013